# L'Oiseau sur la branche
L'Oiseau sur la branche est une chanson de Julie Bergen, écrite par Sébastien Balasko et Daniel Faure, sortie en 1969 en France. Elle a aussi été interprétée par Lucie Vallée au Québec en 1971.